# 巴勒斯坦民族主義
巴勒斯坦民族主义是巴勒斯坦人中持有的一種民族主義立場，支持這一立場的人支持巴勒斯坦地区的民族自決和巴勒斯坦建國。 一開始一些巴勒斯坦人反对犹太复国主义， 很多巴勒斯坦人認為第三次中东战争時以色列非法佔領了不少巴勒斯坦领土，並且以色列对加沙地带和約旦河西岸地區一些地方的佔領也是非法的。巴勒斯坦民族主義者主張巴勒斯坦難民應該返回故土。